# Франческо Капуто
Франческо Капуто (італ. Francesco Caputo, нар. 6 серпня 1987, Альтамура) — італійський футболіст, нападник клубу «Емполі».

## Ігрова кар'єра
Народився 6 серпня 1987 року в місті Альтамура. Вихованець футбольної школи клубу «Торитто».
У дорослому футболі дебютував 2005 року виступами за команду клубу «Торитто», в якій провів один сезон, взявши участь у 20 матчах чемпіонату.
Згодом з 2006 по 2011 рік грав у складі команд клубів «Альтамура», «Нойкаттаро», «Барі», «Салернітана» та «Сієна».
Своєю грою за останню команду знову привернув увагу представників тренерського штабу клубу «Барі», до складу якого повернувся 2011 року. Цього разу відіграв за команду з Барі наступні чотири сезони своєї ігрової кар'єри. Більшість часу, проведеного у складі «Барі», був основним гравцем атакувальної ланки команди. У складі «Барі» був одним з головних бомбардирів команди, маючи середню результативність на рівні 0,35 голу за гру першості.
Протягом 2015—2017 років захищав кольори команди клубу «Віртус Ентелла».
До складу клубу «Емполі» приєднався 2017 року. У своєму першому сезоні в команді допоміг їй підвищитися у класі до Серії A, проте в сезоні 2018/19 його 16 голів не вистачило, аби забезпечити команді збереження місця в елітному дивізіоні. Загалом за два сезони відіграв за команду з Емполі 79 матчів у національному чемпіонаті, забивши 42 голи.
13 липня 2019 року за 7,5 мільйона євро перейшов до «Сассуоло», уклавши з клубом трирічний контракт. Протягом двох сезонів провів понад 60 ігор у Серії A, після чого у серпні 2021 року був відданий в оренду до «Сампдорії». З наступного сезону захищав кольори «Сампдорії» як гравець основного складу, але в грудні 2022 року на правах оренди перейшов до «Емполі», влітку 2023 уклав з «Емполі» повноцінний контракт.

## Виступи за збірну
Капуто був викликаний до національної збірної Італії на матчі Ліги націй УЄФА проти збірних Боснії та Герцеговини та Нідерландів у вересні 2020 року. 7 жовтня 2020 року дебютував у домашній товариській переможній зустрічі 6–0 проти збірної Молдови, Франческо став автором другого голу в матчі.

## Статистика виступів

### Статистика клубних виступів
Станом на 12 серпня 2023 року
| Сезон                    | Команда                  | Чемпіонат                | Чемпіонат | Чемпіонат | Національний кубок | Національний кубок | Національний кубок | Континентальні кубки | Континентальні кубки | Континентальні кубки | Інші змагання | Інші змагання | Інші змагання | Усього | Усього | Усього |
| Сезон                    | Команда                  | Ліга                     | Ігор      | Голів     | Ліга               | Ігор               | Голів              | Ліга                 | Ігор                 | Голів                | Ліга          | Ігор          | Голів         | Ігор   | Голів  |        |
| ------------------------ | ------------------------ | ------------------------ | --------- | --------- | ------------------ | ------------------ | ------------------ | -------------------- | -------------------- | -------------------- | ------------- | ------------- | ------------- | ------ | ------ | ------ |
| 2005–06                  | Торитто                  | 1C                       | 20        | 14        | -                  | -                  | -                  | -                    | -                    | -                    | -             | -             | -             | 20     | 14     |        |
| 2006–07                  | «Альтамура»              | Ecc.                     | 30        | 12        | -                  | -                  | -                  | -                    | -                    | -                    | -             | -             | -             | 30     | 12     |        |
| 2007–08                  | «Нойкаттаро»             | C2                       | 29        | 11        | КІ-C               | 0                  | 0                  | -                    | -                    | -                    | -             | -             | -             | 29     | 11     |        |
| 2008–09                  | «Барі»                   | B                        | 27        | 10        | КІ                 | 1                  | 0                  | -                    | -                    | -                    | -             | -             | -             | 28     | 10     |        |
| 2009–10                  | «Салернітана»            | B                        | 36        | 6         | КІ                 | 2                  | 1                  | -                    | -                    | -                    | -             | -             | -             | 38     | 7      |        |
| 2010-2011                | «Барі»                   | A                        | 13        | 1         | КІ                 | 3                  | 1                  | -                    | -                    | -                    | -             | -             | -             | 16     | 2      |        |
| 2011                     | «Сієна»                  | B                        | 14        | 3         | КІ                 | 0                  | 0                  | -                    | -                    | -                    | -             | -             | -             | 14     | 3      |        |
| 2011–12                  | «Барі»                   | B                        | 28        | 9         | КІ                 | 3                  | 1                  | -                    | -                    | -                    | -             | -             | -             | 31     | 10     |        |
| 2012–13                  | «Барі»                   | B                        | 36        | 17        | КІ                 | 1                  | 0                  | -                    | -                    | -                    | -             | -             | -             | 37     | 17     |        |
| 2013–14                  | «Барі»                   | B                        | 0         | 0         | КІ                 | 0                  | 0                  | -                    | -                    | -                    | -             | -             | -             | 0      | 0      |        |
| 2014–15                  | «Барі»                   | B                        | 38        | 10        | КІ                 | 0                  | 0                  | -                    | -                    | -                    | -             | -             | -             | 38     | 10     |        |
| Усього за Барі           | Усього за Барі           | Усього за Барі           | 142       | 47        |                    | 8                  | 2                  |                      | -                    | -                    |               | -             | -             | 150    | 49     |        |
| 2015–16                  | «Віртус Ентелла»         | B                        | 40        | 17        | КІ                 | 0                  | 0                  | -                    | -                    | -                    | -             | -             | -             | 40     | 17     |        |
| 2016–17                  | «Віртус Ентелла»         | B                        | 40        | 18        | КІ                 | 1                  | 0                  | -                    | -                    | -                    | -             | -             | -             | 41     | 18     |        |
| 2017                     | «Віртус Ентелла»         | B                        | 0         | 0         | КІ                 | 1                  | 0                  | -                    | -                    | -                    | -             | -             | -             | 1      | 0      |        |
| Усього за Віртус Ентелла | Усього за Віртус Ентелла | Усього за Віртус Ентелла | 80        | 35        |                    | 2                  | 0                  |                      | -                    | -                    |               | -             | -             | 82     | 35     |        |
| 2017–18                  | «Емполі»                 | B                        | 41        | 26        | КІ                 | 0                  | 0                  | -                    | -                    | -                    | -             | -             | -             | 41     | 26     |        |
| 2018–19                  | «Емполі»                 | A                        | 38        | 16        | КІ                 | 1                  | 0                  | -                    | -                    | -                    | -             | -             | -             | 39     | 16     |        |
| Усього за «Емполі»       | Усього за «Емполі»       | Усього за «Емполі»       | 79        | 42        |                    | 1                  | 0                  |                      | -                    | -                    |               | -             | -             | 80     | 42     |        |
| 2019–20                  | «Сассуоло»               | A                        | 36        | 21        | КІ                 | 1                  | 0                  | -                    | -                    | -                    | -             | -             | -             | 37     | 21     |        |
| 2020–21                  | «Сассуоло»               | A                        | 25        | 11        | КІ                 | 0                  | 0                  | -                    | -                    | -                    | -             | -             | -             | 25     | 11     |        |
| лип.-сер. 2021           | «Сассуоло»               | A                        | 2         | 0         | КІ                 | 0                  | 0                  | -                    | -                    | -                    | -             | -             | -             | 2      | 0      |        |
| Усього за Сассуоло       | Усього за Сассуоло       | Усього за Сассуоло       | 63        | 32        |                    | 1                  | 0                  |                      | -                    | -                    |               | -             | -             | 64     | 32     |        |
| сер. 2021–22             | Сампдорія                | A                        | 36        | 11        | КІ                 | 2                  | 0                  | -                    | -                    | -                    | -             | -             | -             | 38     | 11     |        |
| 2022–23                  | Сампдорія                | A                        | 15        | 1         | КІ                 | 2                  | 1                  | -                    | -                    | -                    | -             | -             | -             | 17     | 2      |        |
| Усього за Сампдорію      | Усього за Сампдорію      | Усього за Сампдорію      | 51        | 12        |                    | 4                  | 1                  |                      | -                    | -                    |               | -             | -             | 55     | 13     |        |
| 2023                     | Емполі                   | A                        | 21        | 5         | КІ                 | 0                  | 0                  | -                    | -                    | -                    | -             | -             | -             | 21     | 5      |        |
| 2023–24                  | Емполі                   | A                        | 0         | 0         | КІ                 | 1                  | 1                  | -                    | -                    | -                    | -             | -             | -             | 1      | 1      |        |
| Усього за Емполі         | Усього за Емполі         | Усього за Емполі         | 100       | 47        |                    | 2                  | 1                  |                      | -                    | -                    |               | -             | -             | 102    | 48     |        |
| Усього за кар'єру        | Усього за кар'єру        | Усього за кар'єру        | 562       | 219       |                    | 19                 | 5                  |                      | -                    | -                    |               | -             | -             | 581    | 224    |        |